# Terek-Kozakken

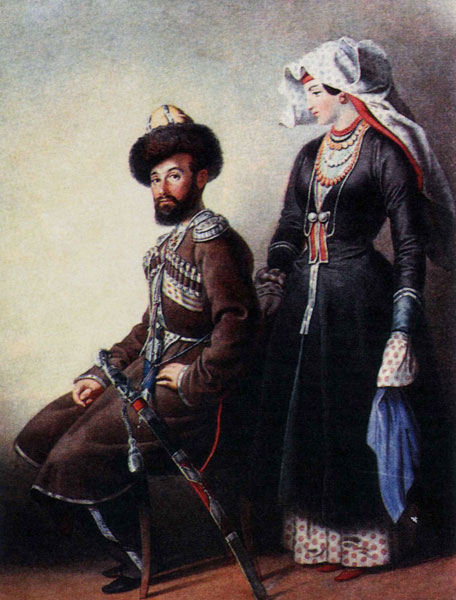
Grebenski-Kozakken (aquarel van Grigori Gagarin, 19e eeuw)

De Terek-Kozakken (Russisch: те́рские казаки, terskije kazaki, те́рцы, tertsy, гре́бенцы, grebentsy, терское казачье войско, terskoje kazatsje vojsko) zijn een groep Kozakken op het grondgebied van de voormalige oblast Terek van het Russische Rijk, langs de rivieren Terek, Soenzja, Argoen, Assa, Koera, Malka, Koema en Podkoemok in de Noordelijke Kaukasus.

## Geschiedenis

### Vroege geschiedenis
Na de annexatie van het kanaat Astrachan in 1556 en het huwelijk van tsaar Ivan IV met de Kabardische prinses Maria Temrjoekovna in 1561 stond voor Rusland de weg naar de Kaukasus open. Tegen die tijd leefden er al minstens een eeuw Kozakken aan de Terek, Soenzja en het schiereiland Agrachan. Sommige onderzoekers associëren deze Soenzja- en Agrachan-Kozakken met de Oesjkoejniks, die in de 13e-14e eeuw via de Wolga naar de Kaspische Zee trokken.
In 1563 leidde gouverneur Plesjtsjejev 500 schutters naar de Terek. Hierop volgden Wolga-Kozakken, die zich tegen de Nogay-murza Tinechmat weerden. In 1567 stichtten Russische gouverneurs in het gebied van het moderne Kizljar de nederzetting Terek, die ze echter onder Ottomaanse druk moesten verlaten. In 1577 vestigden Russen uit Astrachan de stad Terek opnieuw.
De toestroom van mensen naar de Terek kan in verband worden gebracht met repressie tegen de Wolga-Kozakken van de stolnik Ivan Moerasjkin, wiens vrije Kozakken opgejaagd werden wegens roverij. Om zich aan de macht van de tsaar te onttrekken haastten ze zich naar de Terek, Oeral en Don.
De grens tussen de Russische staat en het sjamchalaat van de Koemukken was echter onduidelijk. Ongeveer 1000 Terek-Kozakken sloten zich aan bij de mislukte veldtocht van vorst Chvorostin naar Dagestan (1594). Even weinig succesvol was de campagne van gouverneur Boetoerlin (1604), waaraan ook Terek-Kozakken deelnamen. Door het falen van Boetoerlin werd de Terek echter een relatieve vrijplaats voor de Kozakken. In 1606 verzamelde de rebel Ilejka Moeromets daar zijn troepen.
Ondertussen verloor het Ottomaanse Rijk haar invloed aan de Terek, en verdreven de Kalmukse boeddhisten de Nogaj-moslims uit de steppen van de noordelijke Kaukasus. Tegen het begin van de 17e eeuw waren er vier Kozakkennederzettingen aan de Terek en Soenzja bekend: Terki, Tjoemen, Soenzja (op de plaats van het huidige Grozny) en Andrej (nu het dorp Endirej in Dagestan).
Als gevolg van de Russisch-Perzische Oorlog van 1651-1653 hielden veel Kozakkennederzettingen aan de Terek op te bestaan en traden de Kozakken in de schaduw van de pro-Russische Kabarden, die vochten tegen zowel de Dagestaanse Koemukken als de Koeban-Nogaj. Waarschijnlijk was het toen dat de Terek-Kozakken de naam Grebenski verkregen, dat wil zeggen "bergbewoners", levend op de grebne ("hoogte"), van de Terski-chrebet tussen de Terek en Soenzja. De Terek-Kozakken verkregen hun eigenheid door elementen van cultuur en genotype van de lokale Kaukasische stammen over te nemen.

### Grebenski-legioen
In 1711 was er een opleving onder de Grebenski-Kozakken, en begonnen deze zich opnieuw aan de oevers van de Terek te vestigen. Er werden nieuwe Kozakkennederzettingen gesticht, nu bekend als Tsjervljonnaja, Sjtsjedrinskaja, Novogladovskaja, Starogladovskaja en Koerdjoekovskaja. Deze dorpen, genoemd naar de achternamen of bijnamen van de atamans, strekten zich langs de linkeroever van de Terek.
In 1717 werd ataman Basmanov vermeld, die aan het hoofd van 500 Grebenski-Kozakken deelnam aan de onfortuinlijke Chiva-campagne van Bekovitsj-Tsjerkasski.
Geleidelijk verloren de Kozakken hun vrijheid en veranderden in een regulier leger, dat aanvankelijk ondergeschikt was aan de gouverneur van Astrachan en na 1721 aan het Militair Collegium in Sint-Petersburg.
In 1723 werd ter vervanging van de opgeheven Russische forten in de Noord-Kaukasus de Heilig Kruis-vesting gesticht, en in 1735 werd de vesting van Kizljar gebouwd. In de nabijheid vestigden zich Don-Kozakken, welke later het "Terek-Familie-legioen" zouden vormen. Deze stichtten de nederzettingen Aleksandrovskaja, Borozdinskaja, Kargalinskaja en Doebovskaja.
In 1745 vaardigde tsarin Elisabeth een decreet uit over de samenvoeging van de Terek-Familie en Grebenski-Kozakken tot één Terek-legioen met het hoofdkwartier in Kizljar, maar in 1754 besloot de regering het legioen opnieuw te verdelen.
In 1762 kreeg de Kabardische vorst Andrej Kontsjokin toestemming om zich met gedoopte onderdanen in het Mezdoga-traktaat op de linkeroever van de Terek te vestigen. In 1763 werd hier een vestingwerk aangelegd, dat in 1765 werd omgevormd tot de stad Mozdok. De bevolking bestond uit Kozakken, Georgiërs, Armeniërs, Kabarden, Osseten en Grieken. Onder de kolonisten, voornamelijk uit gedoopte Osseten en Kabarden, werd een Berg-Mozdok-Kozakkenregiment opgericht, bestaande uit iets meer dan 100 mensen, onder leiding van vorst Kontsjokin. Deze Kozakken vervulden meestal de functie van tolken.
Om de verdedigingslinie aan de linkeroever van de Terek van Mozdok tot Tsjervljonnaja te versterken, vestigden zich daar 517 families van Wolga-Kozakken. Het besluit om deze te hervestigen werd genomen in 1765, maar de daadwerkelijke stichting van hun dorpen in de Kaukasus (Galjoegajevskaja, Isjtsjerskaja, Naoerskaja, Mekenskaja en Kalinovskaja) vond plaats in 1771. De Kozakken van deze dorpen vormden het Mozdok-Kozakkenlegioen. Later werden naar elk dorp nog 50 Don-Kozakkenfamilies gestuurd. In 1770 stichtten honderd Don-families aan de rand van Mozdok het dorp Loekovskaja.

### Russisch-Turkse oorlog
In 1768 brak de Russisch-Turkse Oorlog uit, waarin Turkije de controle over de Krim, het noordelijke deel van de Zwarte Zee, de Koeban, Georgië en Kabardië verloor. De Terek-Kozakken maakten deel uit van de verdediging van de Mozdok-linie, die onder bevel stond van generaal Johann von Medem. Een andere groep Wolga-Kozakken verhuisde naar de Terek, waar vijf dorpen werden gesticht: Galjoegajevskaja, Isjtsjerskaja, Naoerskaja, Mekenskaja en Kalinovskaja. Gedoopte Kalmukken vestigden zich in de stanitsa Stoderevskaja. Op verzoek van generaal Medem werden de "vreedzame" Tsjetsjenen die "ondergeschikt" waren aan Rusland, uit de bergen naar land langs de Soenzja en de rechteroever van de Terek in voormalige Kozakkenland gebracht (het huidige district Nadterezjni).
In 1771, op het hoogtepunt van de oorlog, verscheen Jemeljan Poegatsjov aan de Terek, in het dorp Kargalinskaja. De Terek-ataman Pavel Tatarintsev stuurde de onruststoker echter naar de Mozdok-gevangenis, van waaruit Poegatsjov naar de Oeral-Kozakken vluchtte.
Op 23 (10) juni 1774 sloegen de Terek-Kozakken onder het bevel van kolonel Ivan Saveljev een aanval op het dorp Naoerskaja door troepen van 8000 Krim-Tataren, Turken, berggbewoners en Nekrasov-Kozakken, geleid door een kalga van de clan van de krim-kan Shabaz Giray, ongeveer een dag lang af.

### Astrachan-legioen
In 1776 werden de Grebenskoje, Wolga, Terek-Kizljar en Terek-Familie-legioenen onderdeel van het Astrachan-Kozakkenlegioen. De naoorlogse periode werd gebruikt voor de stichting van nieuwe dorpen: Jekateringradskaja, Pavlovskaja en Marjinskaja, en Kozakkennederzettingen bij de forten van Georgijevskaja en Aleksandrovskaja ten koste van de tweede helft van het Wolga-regiment. In 1784, nadat het Georgische koninkrijk Kartli-Kachetië bij het Verdrag van Georgiejevsk onder het protectoraat van Rusland kwam, werd Vladikavkaz gesticht, bij de toegang tot de Darjalkloof, een belangrijk punt op de weg naar Transkaukasië.
In 1785 werd het leven van de Terek-Kozakken bemoeilijkt door de islamitische opstand van sjeik Mansoer, die de Tsjetsjenen, Koemukken en Kabarden verenigde, en met ongeveer 10.000 mensen een aanval op Kizljar ondernam. De rebellen staken 15 kilometer stroomafwaarts de Terek over en vielen het Russische fort aan, maar werden afgeslagen door de Kozakken van ataman Sechin en de soldaten van het Kizljar-garnizoen. Ook Mozdok en Naoerskaja werden aangevallen.

### Kaukasuslinie-legioen
In 1786 werden de Grebenskoje-, Terek-Familie-, Wolga- en Terek-Kozakkentroepen en het Mozdok-Kozakkenregiment gescheiden van het Astrachan-legioen en kregen samen met het Chopjor-Kozakkenregiment de naam Kozakkenlegioen van de Kaukasuslinie.
Tijdens de Russisch-Turkse oorlog van 1787-1792 namen Terek-Kozakken onder bevel van Russische officieren deel aan drie campagnes tegen het Turkse fort van Anapa. Na de oorlog vestigden Klein-Russische Kozakken zich in de Koeban op de plaats van de voormalige Nogaj-nomadenkampen, waarmee de basis werd gelegd voor de Koeban-Kozakken. In 1796 namen de Terek-Kozakken deel aan de Perzische veldtocht van graaf Valerian Zoebov.
In 1817 begon de Kaukasusoorlog tegen de bergvolkeren, waarin de liniekozakken een ondersteunende rol speelden. Als buitenposten op het grondgebied van de huidige Tsjetsjeense Republiek werden op de plaats van de oude Kozakkenstad Soenzja de vestingwerken van Pregradny Stan en het Groznaja-fort gebouwd. Tijdens de oorlog verloren de Terek-Kozakken de resten van hun zelfbestuur. Kapitein E.P. Jefimovitsj werd benoemd tot commandant. In 1824 werd een ander Gorski-(Berg)-Terek-regiment gevormd met nieuwe dorpen: Loekovskaja, Jekateringrad, Tsjernojarskaja, Novo-ossetinskaja, Pavlodolskaja, Priblizjnnaja, Prochladnaja en Soldatskaja.
In 1832 werd het Kozakkenlegioen Kaukasuslinie gereorganiseerd. Vijf Kozakkenregimenten van de Azov-Mozdok-linie (Wolga-, Kaukasische, Stavropol-, Chopjor- en Koeban-Kozakken) voegden zich bij de eigenlijke Terek-regimenten (Kizljarski, Terek-Familie, Grebenski, Mozdokski en Gorski). Pjotr Verzilin werd de belangrijkste ataman van het nieuwe leger. Op het grondgebied van Ossetië werden dorpen gebouwd om de Georgische Militaire Weg te beschermen: Prisjibskaja, Kotljarevskaja, Aleksandrovskaja, Oeroechskaja, Zmejskaja, Nikolajevskaja, Ardonskaja en Archonskaja. Aan de oevers van de Kaspische Zee werden de vestingwerken van Petrovskoje (Machatsjkala) gebouwd.
In 1845 begon de bouw van een nieuwe verdedigingslinie langs de Soenzja. Een groot aantal nieuwe nederzettingen werd gesticht: Vladikavkaz, Novo-Soenzjenskaja, Aki-Joertovskaja, Feldmarsjalskaja, Terskaja, Karaboelakskaja, Trojtskaja, Michailovskaja en anderen. Van de Kozakken van deze dorpen werden de 1e Soenzjenski en 2e Vladikavkaz-Kozakkenregimenten gevormd, en uit de Kozakkendorpen Samasjki, Zakan-Joert, Alchan-Joert, Grozny, Petropavlovsk, Dzjalkinskaja, Oemachan-Joert en Gorjatsjevodskaja werd het 2e Soenzjenski-regiment gevormd.
De val van Goenib en de verovering van imam Sjamil (1859) brachten een keerpunt in de Kaukasische Oorlog. Het verzet van de hooglanders werd onderdrukt. Een jaar later kregen de regimenten Vladikavkaz, Mozdok, Kizljar, Grebenski en twee Soenzjenski-regimenten de Orde van Sint-Joris verleend "voor militaire heldendaden tegen de recalcitrante hooglanders".

### Terek-legioen

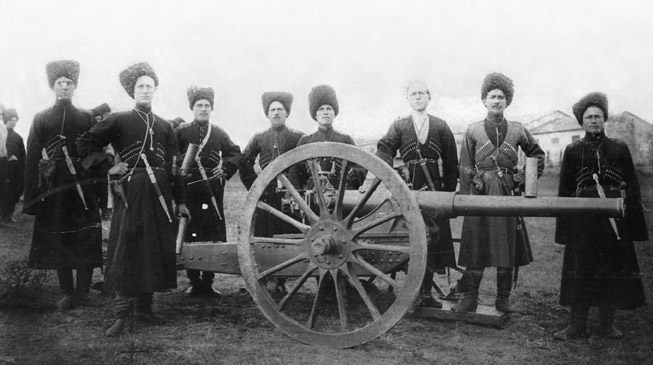
Kozakken-artillerie in 1914

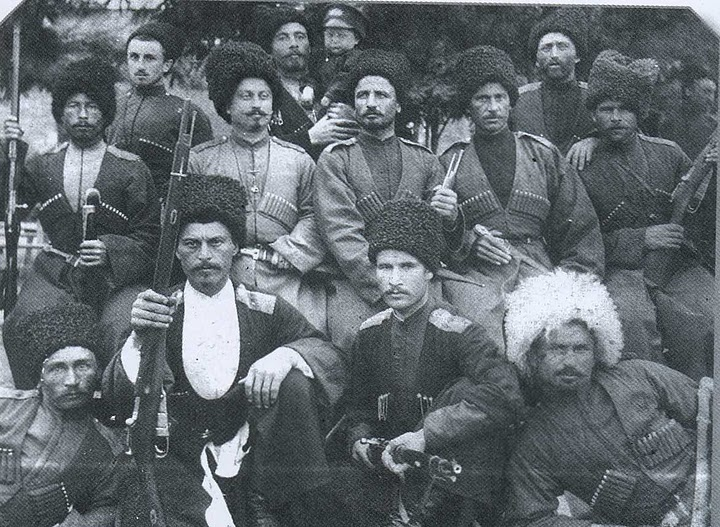
Kozakken van het 2e Gorsko-Mozdok-regiment

In 1860 werd op initiatief van adjudant-generaal Aleksandr Barjatinski het Kaukasuslinie-legioen opgedeeld in het Terek-legioen en het Koeban-legioen. Het Terek-legioen bestond uit 4.600 regimenten, 2 cavaleriebatterijen en 4 teams. De belangrijkste steden met stafkwartieren waren Vladikavkaz, Grozny en Mozdok. Generaal-majoor Christofor Papandopoelo werd de eerste ataman van het Terek-legioen.
Regimenten van de Terek-Kozakken namen deel aan de Russisch-Turkse oorlog van 1877-1878 als onderdeel van het Kaukasische leger. Het 2e Vladikavkaz-Kozakkenregiment weerstond op 6 juli 1877 eervol een cavalerieveldslag tegen een overmacht van Turkse en Circassische cavalerie nabij het dorp Soebatan.
Aan het begin van de Eerste Wereldoorlog trok het Terek-Kozakkenleger met volle kracht naar het front. Daarnaast werden het 2e en 3e Kizljar-Grebenski, 2e en 3e Gorsko-Mozdok, 2e en 3e Wolga, 2e en 3e Soenzja-Vladikavkaz-regimenten, 3e Terskaja Kozakkenbergcavalerie en 4e Terek-Kozakken plastoen-batterijen, 1e en 2e Terek-plastoen-bataljons en de 1e Terek preferentiële Kozakkendivisie gevormd.
Na de Februarirevolutie van 1917 werd op 27 maart (9 april) 1917 Michail Karaoelov, een plaatsvervanger van de IV. Doema en lid van het Voorlopig Comité van de Doema, door de Militaire Kring gekozen tot ataman van het Terek-Kozakkenlegioen.

### Burgeroorlog
De ineenstorting van het Russische Rijk leidde tot een opleving van interetnische conflicten. In november 1917 werd de Bergrepubliek van de Noordelijke Kaukasus gevormd. Een gewapend detachement van Ingoesjen plunderde daarop het Kozakkendorp Feldmarsjalskaja. In maart 1918 vormden de bolsjewieken de Sovjetrepubliek Terek met als hoofdstad Pjatigorsk en vervolgens Vladikavkaz. In de zomer van 1918 werd deze gereorganiseerd in de Noord-Kaukasische Sovjetrepubliek, welke eindigde door de tweede Koeban-campagne van het anti-bolsjewistische  Vrijwilligersleger. Een deel van de Kozakken sloot zich aan bij het Vrijwilligersleger onder Anton Denikin. Het Rode Leger, dat vertrouwde op de steun van de bergvolkeren, leverde deze Kozakken echter hevige weerstand. Begin 1919 stond het hele Terek-gebied onder de heerschappij van Denikin. Eenheden van Terek-Kozakken opereerden ook als onderdeel van het Witte Leger. Begin 1920, als gevolg van de tegenaanval van het Rode Leger, kwam de Terek-regio onder Sovjet-controle.

### Sovjetperiode
In 1920 begon de deportatie van Kozakken ten gunste van de bergbewoners uit Tsjetsjenië en Ingoesjetië, gevolgd door het hernoemen van een aantal dorpen. In 1921 werd de Sovjetrepubliek der Bergvolkeren gevormd met als hoofdstad Vladikavkaz. De Russische landen van de Terek-regio werden omgezet in een gouvernement Terek met hoofdstad Georgijevsk. De Kozakken van de Sovjetrepubliek der Bergvolkeren kregen een beperkte autonomie toegewezen in de Kazakken-okroeg Soenzja, met als centrum het dorp Sleptsovskaja. Na de afschaffing van de Sovjetrepubliek der Bergvolkeren in 1924 kwam de Kozakkenokroeg in de kraj Noordelijke Kaukasus, maar in 1929 hield de okroeg op te bestaan en werd onderdeel van de Tsjetsjeense Autonome Oblast, en vervolgens (sinds 1936) de Tsjetsjeens-Ingoesjetische ASSR. Bij de afschaffing van de autonomie van de Kozakken speelde het collectivisatiebeleid een rol, omdat de Kozakken door de Sovjetregering als "koelakken" werden beschouwd. De historische haat van bergvolkeren voor hun oude rivalen de Kozakken speelde ook een belangrijke rol.
Tijdens de Tweede Wereldoorlog werd de Tsjetsjeens-Ingoesjetische ASSR tijdelijk afgeschaft, en op haar grondgebied de oblast Grozny gevormd, waaronder de historische Kozakkenlanden van de rajons Naoerski en Silkovski, Soenzji, Asssi en Argoeni. Tijdens de oorlog vocht  aan Duitse zijde. Terek-Kozakken vochten ook in de gelederen van het Rode Leger, en de Terek-Kozak Arseni Golovko werd admiraal van de Sovjet-vloot.
Na de afschaffing van de oblast Grozny werden de Kozakkenlanden weer deel van de in 1957 heropgerichte Tsjetsjeens-Ingoesjetische ASSR. De terugkeer van de Tsjetsjenen uit ballingschap leidde in 1958 tot interetnische conflicten, maar de Russische en Tsjetsjense bevolking bleef tot het einde van de Sovjetperiode naast elkaar bestaan in de regio.

### Post-Sovjetperiode
Met de perestrojka in 1988 begon een initiatiefgroep voor de heropleving van de Terek-Kozakken, onder leiding van kolonel Vasili Konjachin, te opereren in Vladikavkaz.
Op 23 maart 1990 werd in het Paleis van de Republiek in Vladikavkaz een ronde van Terek-Kozakken gehouden, waarop de heroprichting werd uitgeroepen. 300 afgevaardigden namen deel aan het werk van de ronde, die volgens de organisatoren 500.000 Kozakken vertegenwoordigden. De meest representatieve delegatie was van Kabardino-Balkaria. De hoofdstad van de troepen werd de stad Ordzjonikidze (Vladikavkaz). De held van de Sovjet-Unie Konjachin werd gekozen tot militaire ataman van het legioen. Gedurende dit jaar werden zes territoriale afdelingen van Terek-Kozakken in Tsjetsjenië-Ingoesjetië (Soenzjenski, Grozny, Ters-Grebenski en Naoerski), Kabardino-Balkarië (Ters-Malkinski) en Noord-Ossetië (Mozdok) gesticht. Later kwamen daar nog Kizljarski (Dagestan) en Pjatigorski (kraj Stavropol) bij. In het dorp Archonskaja werd een paardensportschool opgericht.
De situatie van de Kozakken na de proclamatie van de Tsjetsjeense Republiek Itsjkerië en de daaropvolgende Eerste Tsjetsjeense Oorlog was ingewikkeld. De moeilijke politieke situatie in Tsjetsjenië leidde tot frequente wisselingen bij de hoofdmannen van de Terek-Kozakken. Ataman Konjachin werd vervangen door Aleksandr Starodubtsev, na de dood van de laatste werd V. Sizov de Ataman, daarna Sjevtsov. Onder de Terek-Kozakken in de jaren negentig was het idee om de Terek-Kozakken-gebieden van Tsjetsjenië bij de kraj Stavropol te voegen populair. Pogingen werden gedaan om een Kozak-Nogaj-autonomie te creëren op de linkeroever van de Terek, de Terek-Republiek, evenals de Batalpasjinskja en Zelentsjoekskaja-Oeroepski-Kozakkenrepublieken als onderdeel van Karatsjaj-Tsjerkessië.
Na het einde van de Tweede Tsjetsjeense Oorlog In 2005 was er een zekere heropleving van de Terek-Kozakken. Deze betrof voornamelijk de gebieden van Noord-Ossetië en de kraj Stavropol.
In 2006 bevestigde de Kozakkenronde in Vladikavkaz de bevoegdheden van Vasili P. Bondarev als ataman. In 2010 werd het Terek-Kozakken-leger opgericht als onderdeel van de Unie van Kozakken van Rusland. In de herfst van hetzelfde jaar werd een grote ronde van Terek-Kozakken gehouden in Jessentoeki, waar zich 350 afgevaardigden uit Ossetië, kraj Stavropol, Kabardino-Balkarië, Tsjetsjenië en Dagestan verzamelden. Een nieuw handvest werd aangenomen.
Op 21 december 2012 werd generaal Sergej A. Klimenko het hoofd van het Terek-Kozakken-leger.